# Altair holdkomp
Az Altair (az α Aquilae, a Sas csillagkép legfényesebb csillagának arab neve után) a tervezési fázisban maradt Constellation program holdkompjának neve, mellyel 2019 után űrhajósok szállhattak volna le a Holdra. A  holdkomppal nemcsak az egyszerűbb Hold-expedíciókat tervezték szállítani, de a később felépítendő holdbázist is ellátta volna. A Constellation programot 2010 januárjában törölték.
A holdkompot Ares V nehéz hordozórakétával tervezték indítani a hozzá kapcsolt Earth Departure Stage rakétafokozattal együtt. Az űrhajósokat szállító Orion űrhajóval alacsony Föld körüli pályán kapcsolódtak volna össze, és együtt repültek volna a Holdig, ahol az Altair leszállt volna.
A Sas utalás a Holdra elsőnek leszálló holdkomp, az Apollo–11 expedíción használt Eagle (=Sas) nevére, logója is az eredeti küldetés logójára utal.

## Külső hivatkozások
- Altair Lunar Lander Archiválva 2009. április 25-i dátummal a Wayback Machine-ben